# Jelena von Achenbach
Jelena von Achenbach (* 1982 in Hagen) ist eine deutsche Rechtswissenschaftlerin und Hochschullehrerin.

## Akademische Karriere
Achenbach studierte Rechtswissenschaft an der Universität Passau und der Universität Leipzig und wurde 2011 von der Juristischen Fakultät der Universität Heidelberg unter Betreuung von Silja Vöneky mit der Dissertation Das Mitentscheidungsverfahren des Art. 294 AEUV als demokratisches Gesetzgebungsverfahren der Europäischen Union, insbesondere im Bereich der Biomedizin und Humanbiotechnologie promoviert. Für die daraus hervorgegangene Monographie Demokratische Gesetzgebung in der Europäischen Union – Theorie und Praxis der dualen Legitimationsstruktur europäischer Hoheitsgewalt erhielt sie 2017 den Wissenschaftspreis des Deutschen Bundestages.
Nach Zweitem Staatsexamen folgte ein Masterstudium mit Abschluss LL.M. an der New York University Law School. Von 2009 bis 2014 war Achenbach wissenschaftliche Mitarbeiterin an der Juristischen Fakultät der Humboldt-Universität zu Berlin und bis März 2016 Postdoktorandin und wissenschaftliche Mitarbeiterin am Fachbereich Rechtswissenschaft der Justus-Liebig-Universität Gießen. Dort übernahm sie nach einsemestriger Vertretung im September 2016 eine Juniorprofessur für Öffentliches Recht. Von Oktober 2015 bis März 2016 war sie zudem Leibniz-Fellow am Max-Planck-Institut für ausländisches öffentliches Recht und Völkerrecht.
Seit Oktober 2023 ist Achenbach Inhaberin der Professur für Öffentliches Recht und Grundlagen des Rechts an der Staatswissenschaftlichen Fakultät der Universität Erfurt. Ihre Forschungsschwerpunkte sind die staatliche und überstaatliche Verfassung (vor allem Organisationsrecht), Recht, Praxis und Theorie der Demokratie, insbesondere Fragen des Parlamentarismus, sowie die Internationalisierung von Militär und Rüstung im europäischen Rechtsraum.
Achenbach war sachverständiges Mitglied der Kommission zur Reform des Wahlrechts und zur Modernisierung der Parlamentsarbeit, die der 20. Deutsche Bundestag am 15. März 2022 einsetzte und die am 12. Mai 2023 ihren Abschlussbericht vorlegte.